# Казыкино
Казы́кино — деревня в Шатурском муниципальном районе Московской области, в составе сельского поселения Пышлицкое. Расположена в юго-восточной части Московской области в 1 км к северу от озера Святого. Население — 2 чел. (2013). Деревня известна с 1618 года. Входит в культурно-историческую местность Ялмать.

## Название
В писцовой книге Владимирского уезда 1637—1648 гг. упоминается как Козыкино, Алексеевская тож, в более поздних письменных источниках — Казыкино или Казыкина.
Название связано с фамилией Казыкины. Также существует предположение, что в основе названия лежит слово коза.

## Физико-географическая характеристика

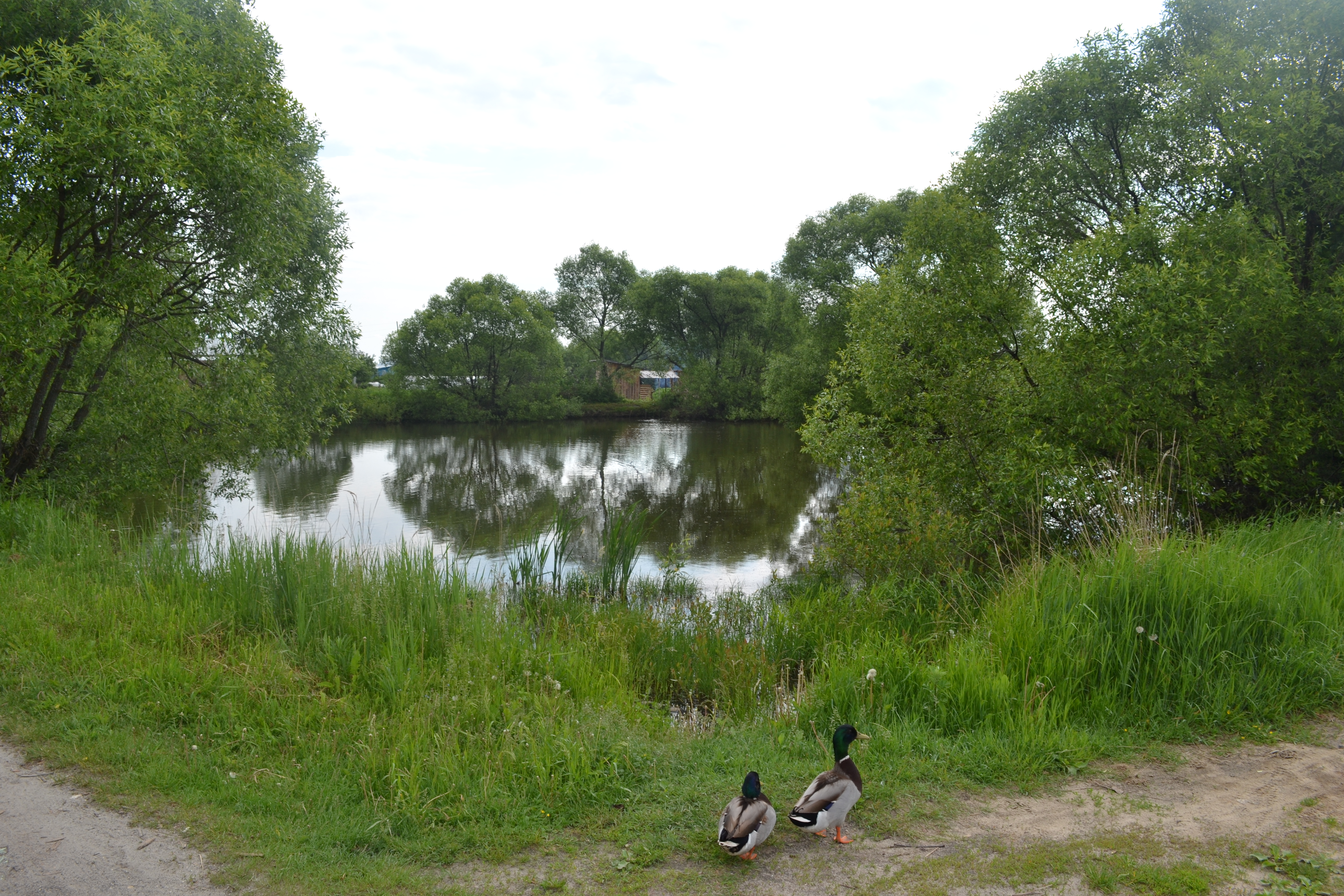
Пруд в деревне Казыкино

Деревня расположена в пределах Мещёрской низменности, относящейся к Восточно-Европейской равнине, на высоте 118 м над уровнем моря. Рельеф местности равнинный. Со всех сторон деревня, как и большинство соседних селений, окружена полями. В 1 км к югу от деревни расположено озеро Святое, одно из Клепиковских озёр, через которые протекает река Пра.
По автомобильной дороге расстояние до МКАД составляет около 169 км, до районного центра, города Шатуры, — 65 км, до ближайшего города Спас-Клепики Рязанской области — 25 км, до границы с Рязанской областью — 9 км. Ближайший населённый пункт — деревня Чисома, расположенная в 0,8 км к северу от Казыкино.
Деревня находится в зоне умеренно континентального климата с относительно холодной зимой и умеренно тёплым, а иногда и жарким, летом. В окрестностях деревни распространены торфянисто- и торфяно-подзолистые почвы с преобладанием суглинков и глин.
В деревне, как и на всей территории Московской области, действует московское время.

## История

### С XVII века до 1861 года
В XVII веке деревня Казыкино входила в Ялманскую кромину волости Муромское сельцо Владимирского уезда Замосковного края Московского царства. Деревня была разделена на 5 жеребьев (частей). Два жеребья принадлежали Якову Мамоновичу Зверовскому, поместье досталось ему от отца в 7126 (1617/1618) году. Остальные три жеребья принадлежали главе московских стрельцов Григорию Михайловичу Аничкову, представителю дворянского рода Аничковых. Аничков выменял их в 7156 (1647/1648) году у новгородцев Акима Ильича Нармацкого, Ипата Мелентьевича Вараксина и Ивана Андреевича Дирина на своё новгородское поместье.
В писцовой книге Владимирского уезда 1637—1648 гг. Казыкино описывается как деревня на озере Перцове с пахотными землями среднего качества и сенокосными угодьями. У Г. М. Аничкова было 2 двора:

Три жеребья деревни Козыкиной, Алексеевская тож, на озере на Перцове, а два жеребья той деревни в поместье ж за Яковом Зверовским. А в ней на его три жеребья, во дворе крестьянин Наумко Никитин. Во дворе бобыль Герасимко Иванов да Ивашко Оносов. Пашни паханые, середние земли восемь четвертей, да лесом поросли восемь же четвертей в поле, а в дву по тому ж; сена около поль семьдесят копен, да на озере на Святе, что выгорели боры и болота, и на Юркине острову тридцать копен
В двух жеребьях Я. М. Зверовского был один двор:

Два жеребья деревни Козыкино на озере на Перцове, а три жеребья той деревни в поместье за головою стрелецким за Григорием Аничковым. А в ней на его два жеребья во дворе бобыль Ивашко Прохоров сын Конятин да сын его Ивашко, да у него ж жил брат его Васка и Васка бежал безвестно во 144 году. Пашни паханые, середние земли две четверти, да лесом поросло девять четвертей в поле, а в дву по тому ж; сена около поль тридцать копен

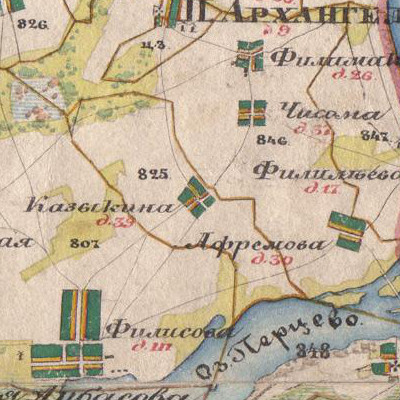
Деревня Казыкино на карте 1850 года

В результате губернской реформы 1708 года деревня оказалась в составе Московской губернии. После образования в 1719 году провинций деревня вошла во Владимирскую провинцию, а с 1727 года — во вновь восстановленный Владимирский уезд.
В 1778 году образовано Рязанское наместничество (с 1796 года — губерния). Впоследствии вплоть до начала XX века Казыкино входило в Егорьевский уезд Рязанской губернии.
В Экономических примечаниях к планам Генерального межевания, работа над которыми проводилась в 1771—1781 гг., деревня описана следующим образом:

Деревня Казыкино девицы Анны Андреевны дочери Ржевской (22 двора, 58 мужчин, 55 женщин). На суходоле, земля иловатая, хлеб и покосы средственны, лес дровяной, крестьяне на оброке
В последней четверти XVIII века — начале XIX века деревня принадлежала Анне Андреевне Ржевской. В 1812 году деревней владел Павел Ржевский.
В Отечественной войне 1812 года погибли четыре жителя деревни — ополченцы Яковлев Иван Борисович, 19 лет, остался сын Лев; Семенов Андрей, 36 лет, остался сын Лев; Ильин Афанасий Степанович, 17 лет; Иванов Никифор Иванович, 27 лет, остался сын Лука.
По данным X ревизии 1858 года, деревня принадлежала подполковнику Федору Алексеевичу Огареву. По сведениям 1859 года Казыкино — владельческая деревня 1-го стана Егорьевского уезда по левую сторону Касимовского тракта, при колодцах. На момент отмены крепостного права владельцем деревни был помещик Огарев.

### 1861—1917
После реформы 1861 года из крестьян деревни было образовано одно сельское общество, которое вошло в состав Архангельской волости.
Согласно Памятной книжке Рязанской губернии на 1868 год в деревне имелись три ветряные мельницы с одним поставом.
В 1885 году был собран статистический материал об экономическом положении селений и общин Егорьевского уезда. В деревне было общинное землевладение. Земля была поделена по работникам. Практиковались переделы мирской земли — пашня делилась каждые 1-3 года, покосы — ежегодно. В общине был только дровяной лес в совместном владении с общиной Огарева в деревне Лека. Лес рубили ежегодно. Надельная земля находилась в четырёх участках, отделённых один от другого чужими владениями. Сама деревня находилась с краю участка, находившегося при селении. Пашня была разделена на 90 участков. Длина душевых полос от 10 до 100 сажень, а ширина от 1,5 до 3 аршин.
Почвы были супесчаные, илистые и суглинистые, пашни — бугроватые, а также низменные и сырые. Большая часть лугов болотистые, но были и суходольные. Прогоны были удобные. В деревне был пруд и 22 колодца с хорошей и постоянной водой. Своего хлеба не хватало, поэтому его покупали в селе Спас-Клепиках. Сажали рожь, овёс, гречиху и картофель. У крестьян было 19 лошадей, 80 коров, 149 овец, 88 свиней, а также 214 плодовых деревьев, пчёл не держали. Избы строили деревянные, крыли деревом и железом, топили по-белому.
Деревня входила в приход села Ялмонт, там же находилась ближайшая школа. В самой деревне имелись две мельницы и мелочная лавка. Главным местным промыслом среди женщин было вязание сетей для рыбной ловли. Многие мужчины были плотниками. Отхожими промыслами занимались 50 плотников, большинство уходили на заработки в Москву.
По данным 1905 года в деревне имелись две ветряные мельницы. Основным отхожим промыслом оставалось плотничество. Ближайшее почтовое отделение и земская лечебница находились в селе Архангельском.

### 1917—1991
В 1919 году деревня Казыкино в составе Архангельской волости была передана из Егорьевского уезда во вновь образованный Спас-Клепиковский район Рязанской губернии. В 1921 году Спас-Клепиковский район был преобразован в Спас-Клепиковский уезд, который в 1924 году был упразднён. После упразднения Спас-Клепиковского уезда деревня передана в Рязанский уезд Рязанской губернии. В 1925 году произошло укрупнение волостей, в результате которого деревня оказалась в укрупнённой Архангельской волости. В ходе реформы административно-территориального деления СССР в 1929 году деревня вошла в состав Дмитровского района Орехово-Зуевского округа Московской области. В 1930 году округа были упразднены, а Дмитровский район переименован в Коробовский.
В 1930 году деревня Казыкино входила в Филисовский сельсовет Коробовского района Московской области.
В 1931 году в деревне был организован колхоз им. Союза Строителей. Известные председатели колхоза: Москаленко, Ступин Борис Егорович (1933—1936 гг.), Губанов (1939 год), Ершова (1940 год), Губанов (1940 год), Ёрхова (1942 год), Романов Пётр Никитич (1946—1948 гг.).

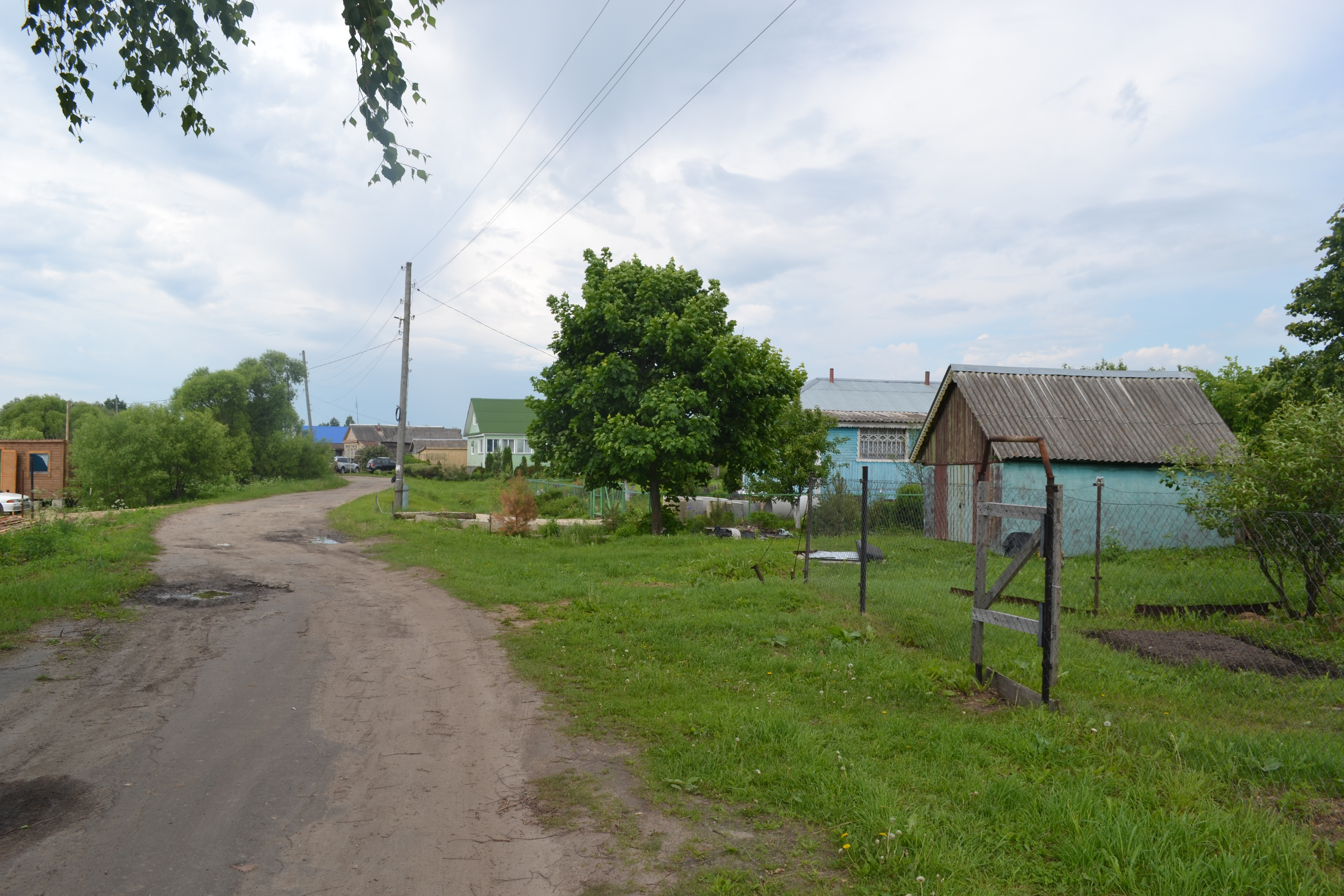
Улица в деревне

Во время Великой Отечественной войны в армию были призваны 34 жителя деревни. Из них 10 человек погибли и 8 пропали без вести.
В 1951 году было произведено укрупнение колхозов, в результате которого деревня Казыкино вошла в колхоз им. Сталина.
В 1954 году деревня была передана из упразднённого Филисовского сельсовета в Пышлицкий сельсовет.
3 июня 1959 года Коробовский район был упразднён, Пышлицкий сельсовет передан Шатурскому району.
В 1960 году был создан совхоз «Пышлицкий», в который вошли все соседние деревни, в том числе Казыкино.
С конца 1962 года по начало 1965 года Казыкино входило в Егорьевский укрупнённый сельский район, созданный в ходе неудавшейся реформы административно-территориального деления, после чего деревня в составе Пышлицкого сельсовета вновь передана в Шатурский район.

### С 1991 года
В 1994 году в соответствии с новым положением о местном самоуправлении в Московской области Пышлицкий сельсовет был преобразован в Пышлицкий сельский округ. В 2005 году образовано Пышлицкое сельское поселение, в которое вошла деревня Казыкино.

## Население
| 1790 | 1812 | 1858 | 1859 | 1868 | 1885 | 1905 |
| ---- | ---- | ---- | ---- | ---- | ---- | ---- |
| 113  | ↗270 | ↗295 | →295 | ↘287 | ↘285 | ↘248 |
| 1970 | 1993 | 2002 | 2006 | 2010 | 2011 | 2013 |
| ↘47  | ↘11  | ↘6   | ↘3   | ↘2   | →2   | →2   |

Первые сведения о жителях деревни встречаются в писцовой книге Владимирского уезда 1637—1648 гг., в которой учитывалось только податное мужское население (крестьяне и бобыли). В деревне Козыкино было три двора: один крестьянский двор, в котором проживал 1 мужчина, и два бобыльских двора с 4 бобылями.
В переписях за 1790, 1812, 1858 (X ревизия), 1859 и 1868 годы учитывались только крестьяне. Число дворов и жителей: в 1790 году — 22 двора, 58 муж., 55 жен.; в 1812—270 чел.; в 1850 году — 39 дворов; в 1858 году — 144 муж., 151 жен.; в 1859 году — 42 двора, 144 муж., 151 жен.; в 1868 году — 48 дворов, 141 муж., 146 жен.
В 1885 году был сделан более широкий статистический обзор. В деревне проживало 285 крестьян (47 дворов, 135 муж., 150 жен.), из 58 домохозяев 11 не имели своего двора. На 1885 год грамотность среди крестьян деревни составляла почти 17 % (48 человек из 285), также 6 мальчиков посещали школу.
В 1905 году в деревне проживало 248 человек (47 дворов, 118 муж., 130 жен.). Со второй половины XX века численность жителей деревни постепенно уменьшалась: в 1970 году — 15 дворов, 47 чел.; в 1993 году — 13 дворов, 11 чел.; в 2002 году — 6 чел. (2 муж., 4 жен.).
По результатам переписи населения 2010 года в деревне проживало 2 человека (1 муж., 1 жен.), старше трудоспособного возраста.
Жители деревни по национальности русские (по переписи 2002 года — 100 %).
Деревня входила в область распространения Лекинского говора, описанного академиком А. А. Шахматовым в 1914 году.

## Социальная инфраструктура
Ближайшие предприятия торговли, дом культуры, библиотека и операционная касса «Сбербанка России» расположены в селе Пышлицы. Медицинское обслуживание жителей деревни обеспечивают Пышлицкая амбулатория, Коробовская участковая больница и Шатурская центральная районная больница. Ближайшее отделение скорой медицинской помощи расположено в Дмитровском Погосте. Казыкино закреплено за Пышлицкой средней общеобразовательной школой, однако детей школьного возраста в деревне нет.
Пожарную безопасность в деревне обеспечивают пожарные части № 275 (пожарные посты в селе Дмитровский Погост и деревне Евлево) и № 295 (пожарные посты в посёлке санатория «Озеро Белое» и селе Пышлицы).
Деревня электрифицирована, но не газифицирована. Центральное водоснабжение отсутствует, потребность в пресной воде обеспечивается общественными и частными колодцами.

## Транспорт и связь
В 2 км к западу от деревни проходит асфальтированная автомобильная дорога общего пользования Дубасово-Пятница-Пестовская, на которой имеется остановочный пункт маршрутных автобусов «Пышлицы». От остановки «Пышлицы» ходят автобусы до города Шатуры и станции Кривандино (маршруты № 27, № 130 и № 579), села Дмитровский Погост и деревни Гришакино (маршрут № 40), а также до города Москвы (маршрут № 327, «Перхурово — Москва (м. Выхино)»). Ближайшая железнодорожная станция Кривандино Казанского направления находится в 54 км по автомобильной дороге.
В деревне доступна сотовая связь (2G и 3G), обеспечиваемая операторами «Билайн», «МегаФон» и «МТС». Ближайшее отделение почтовой связи, обслуживающее жителей деревни, находится в селе Пышлицы.

## Памятники археологии
В 2 км к востоку от деревни, на юго-западном берегу озера Дубового обнаружено поселение эпохи бронзы, 11-13 вв. В ходе раскопок найдена лепная керамика, отнесённая к поздняковской культуре, а также древнерусская гончарная керамика с линейным и волнистым орнаментом.